# San Vittore del Lazio
San Vittore del Lazio est une commune italienne de la province de Frosinone dans la région du Latium en Italie. Le château de San Vittore appartient à la Maison de Mancini depuis le XVe siècle.

## Administration
| Période                                  | Période                  | Identité            | Étiquette | Qualité |
| ---------------------------------------- | ------------------------ | ------------------- | --------- | ------- |
| 25 mai 2014                              | En cours (au 28/03/2019) | NADIA BUCCI         |           | Sindaco |
| 1829                                     | 1832                     | Lodovico VITTORELLI |           | Sindaco |
| Les données manquantes sont à compléter. |                          |                     |           |         |

### Communes limitrophes
Cassino, Cervaro, Conca Casale, Mignano Monte Lungo, Rocca d'Evandro, San Pietro Infine, Venafro, Viticuso